# The Star of the Backstage
«The Star of the Backstage» (укр. «Зірка залаштунків») — прем'єрна серія тридцять третього сезону мультсеріалу «Сімпсони», прем'єра якої відбулась 26 вересня 2021 року у США на телеканалі «Fox».

## Сюжет
На поминках нещодавно померлого шкільного театрального режисера його вдова передає Мардж її старий посібник із постановки шкільного мюзиклу «Y2K: The Millennium Bug» (укр. «2000 рік: Помилка тисячоліття»). Тепер, сповнена глибоких спогадів про те, що була режисеркою-постановницею, Мардж хоче відновити виставу його разом з усіма її однокласниками. Під час музичного номеру Ленні ламає ногу, але його замінює Гомер, підбурений Лісою та Бартом.
У театрі група розуміє, що їм не вистачає Саші Рід, зірки мюзиклу, яка поїхала до Нью-Йорка після закінчення школи. Несподівано на сцені з'являється Саша і починає співати про те, як вона досягла «успішного успіху» і познайомилася з різними знаменитостями. Вона організовує вечірку в будинку на озері, але, оскільки Мардж не є частиною трупи, а просто постановницею, її не запрошують. Мардж усвідомлює, що Саша завжди була справжньою зіркою шоу, бо при цьому сама Мардж залишалась за лаштунками.
Мардж відчайдушно прагне стати зіркою мюзиклу. Наступного дня вона влаштовує цілий музичний номер, який пояснює, що Саша – самозванка, яка збрехала про чудову кар'єру, а при цьому працювала продавчинею косметики. Саша розплакується і йде з репетиції. Однак замість того, щоб змусити всіх зненавидіти Сашу, вона погіршила ситуацію, і всі вони ненавидять Мардж, ще більше розлютивши її. Вдома вона злиться і не спить всю ніч, тож Гомер співає їй пісню, щоб вона зрозуміла свою помилку.
Згодом Мардж усвідомлює, що голос Саші був одним з найбільших елементів п'єси. Вона знаходить Сашу в таверні Мо, і вибачається за те, що ревнощі та їхнє давнє суперництво завадили постановці. Саша погоджується знову приєднатися до вистави, і разом з рештою команди вони знову виступають. Вистава проходить з великим успіхом.
По закінченню постановки Мардж дещо засмучена через те, що її знову залишили позаду. Однак, двоє молодих людей запрошують її пообідати у кафе, тому що захоплюються її роботою як режисерки. Тим часом Гомер запрошує акторів на вечірку в будинок Мардж.
У сцені під час титрів з'являються фотографії акторів вистави у різних видах діяльності.

## Виробництво
Спочатку серія повинна називатися «No Day but Yesterday» (укр. «Ліса закохана в Гомера»), проте її було перейменовано на «The Star of the Backstage».
Сюжет серії натхненний серіалом «Encore!» (укр. «На біс!»), в якому знімалася запрошена зірка Крістен Белл.
Композитор Джек Долген разом зі сценаристкою Елізабет Кірнан Аверік написав написав музику до цього епізоду.

## Цікаві факти і культурні відсилання
- Постери до серії натхненні мюзиклами «Чикаго», «Зла», «Музикант» і «Богема»[4][5][6][7].
- Мардж говорить, що в її уяві вона співає, як «Діснеївська принцеса». Співаючий голос Мардж у серії озвучений акторкою Крістен Белл, яка водночас озвучила принцесу Анну у мультфільмах «Крижане серце».
- Елізабет Кірнан Аверік, сценаристка серії, ходила разом до коледжу із запрошеною зіркою Сарою Чейз. Аверік завжди подобались вокальні здібності Чейз, а також її комедійні навички[8].

## Ставлення критиків і глядачів
Під час прем'єри серію переглянули 3,48 млн осіб з рейтингом 1.2, що зробило її найпопулярнішим шоу на каналі «Fox» шоу, і водночас найпопулярнішим серіалом серед усіх телеканалів тієї ночі.
Тоні Сокол з «Den of Geek» дав серії три з п'яти зірок, сказавши:
|  | Це чудовий експеримент, який працює достатньо, щоб повторитися. Музичні номери затьмарили більшість сценаріїв, які є прикметами кількох останніх сезонів «Сімпсонів», і це обнадійливо. Однак, нам потрібно більше, ніж це. Це схоже на відновлення чогось, чого вони раніше не робили, коли це має виглядати як абсолютно новий досвід. Можливо, я очікую занадто багато, або сподіваюся, що за 33 сезони «Сімпсони» знову повернуть магію, яку шукає Мардж у цьому епізоді. 1999 року ми гуляли востаннє, як 1999 року. |

Маркус Ґібсон із сайту «Bubbleblabber» дав серії оцінку 7/10, сказавши:
|  | Прем'єра сезону співала і танцювала, радше розважаючи, ніж дратуючи. Це не ідеальний спосіб почати сезон з точки зору його гумору та виконання. Однак для людини, яка любить дивитися мюзикли, досить цікаво просто почути, як Мардж співає, як принцеса Анна. |

У лютому 2022 року сценаристка серії Елізабет Кірнан Аверік була номінована на премію Гільдії сценаристів Америки в області анімації 2021 року.
Згідно з голосуванням на сайті The NoHomers Club більшість фанатів оцінили серію на 2/5 із середньою оцінкою 2,55/5.